# Коваль Анатолій Олександрович
Анато́лій Олекса́ндрович Коваль (нар. 7 вересня 1985 — 29 червня 2016) — солдат Збройних сил України, учасник російсько-української війни.

## Життєпис
Народився 1985 року в селі Старі Безрадичі (Обухівський район, Київська область); рано втратив батьків. Створив сім'ю, проживав у своєму селі.
Під час російсько-української війни — солдат 25-го окремого мотопіхотного батальйону «Київська Русь», командир відділення.
29 червня 2016 року після атаки російських збройних формувань на позиції ЗСУ (із застосуванням мінометів, артилерії та озброєння БМП й танків) на «світлодарській дузі», підрозділи 54-ї бригади та 25-го батальйону змогли посунути противника з двох укріплених позицій на висотах поблизу села Логвинове. Бої на дорозі Бахмут — Дебальцеве між Луганським та Логвиновим тривали близько 10 годин. Анатолій загинув пополудні від вибуху міни, що влучила у бліндаж. У тих боях ще 11 військовиків зазнали поранень.
6 липня 2016 року похований в селі Старі Безрадичі.
Без Анатолія лишились дружина та син 2009 р.н.

## Нагороди та вшанування
- указом Президента України № 421/2016 від 29 вересня 2016 року «за особисту мужність і високий професіоналізм, виявлені у захисті державного суверенітету та територіальної цілісності України, вірність військовій присязі» — нагороджений орденом «За мужність» III ступеня (посмертно)[1]
- відзнака «За оборону рідної держави» (посмертно).